# Frederic Engel
Fréderic André Engel Banneville ( * Lausana, Suiza, 12 de octubre de 1908 – Lima, 2002) fue un arqueólogo suizo dedicado a estudiar la historia prehispánica de la costa central del Perú. En 1979, fue el primero en excavar y levantar un plano del sitio de Chupacigarro (Caral) e indicar su origen Pre-Cerámico (Arcaico).
Frederic Engel ha marcado profundamente los estudios arqueológicos del pasado prehispánico peruano, y en especial los de la costa sur
peruana para los períodos tempranos (Arcaico y Formativo).
Sitios arqueológicos definidos inicialmente por él son ahora base de importantes estudios. Además, es el último investigador en haber trabajado en la península de Paracas, zona clave para la Arqueología peruana. Uno de sus principales aportes a la discusión sobre el pasado prehispánico es la inclusión de conceptos ambientales y ecológicos, y la discusión de los datos arqueológicos en un cuadro cronológico absoluto con ayuda del fechado radiocarbónico.
En la década de 1950, el investigador Fréderic Engel inició un ambicioso programa de investigaciones a largo plazo, desde el Centro de Investigaciones de Zonas Áridas (CIZA) de la Universidad Nacional Agraria La Molina, para ubicar sitios arqueológicos en la costa. Su contribución más importante fue la identificación de cientos de sitios Precerámicos en esta región (Engel 1957a, 1957b, 1958). Dentro de este programa se realizaron investigaciones en los sitios del Precerámico Tardío de Asia (Engel 1963), Río Seco (Wendt 1964) y El Paraíso (Engel 1966), que incluyeron la restauración de la estructura conocida como Unidad 1, en el último sitio.